# Knesselare
Knesselare (Pronunciación holandesa: [ˈknɛsəlaːrə]) es un municipio localizado en Bélgica en la provincia de Flandes Oriental. El municipio comprende las ciudades de Knesselare propiamente y Ursel (nl). La población total de Knesselare a 1 de enero de 2018 es de 8236 habitantes. El área total es 37.27 km² con lo que la densidad de población es 221 habitantes por km².
El nombre del municipio deriva de las palabras germánicas "klisse" (hierba) y "laar", (terreno de maleza húmeda).
En la región se encuentra la fábrica de la cerveza Pierlala. La cervecería ganó en el 2010 con su cerveza rubia 6,5 ° la "Medalla de Oro a la mejor cerveza del mundo belga estilo blonde" en la Copa Mundial de la Cerveza en Chicago, Estados Unidos.

## Demografía

### Evolución
Todos los datos históricos relativos al actual municipio, el siguiente gráfico refleja su evolución demográfica, incluyendo municipios después de efectuada la fusión el 1 de enero de 1977.
| Gráfica de evolución demográfica de Knesselare entre 1846 y 2018 |
|                                                                  |

## Galería

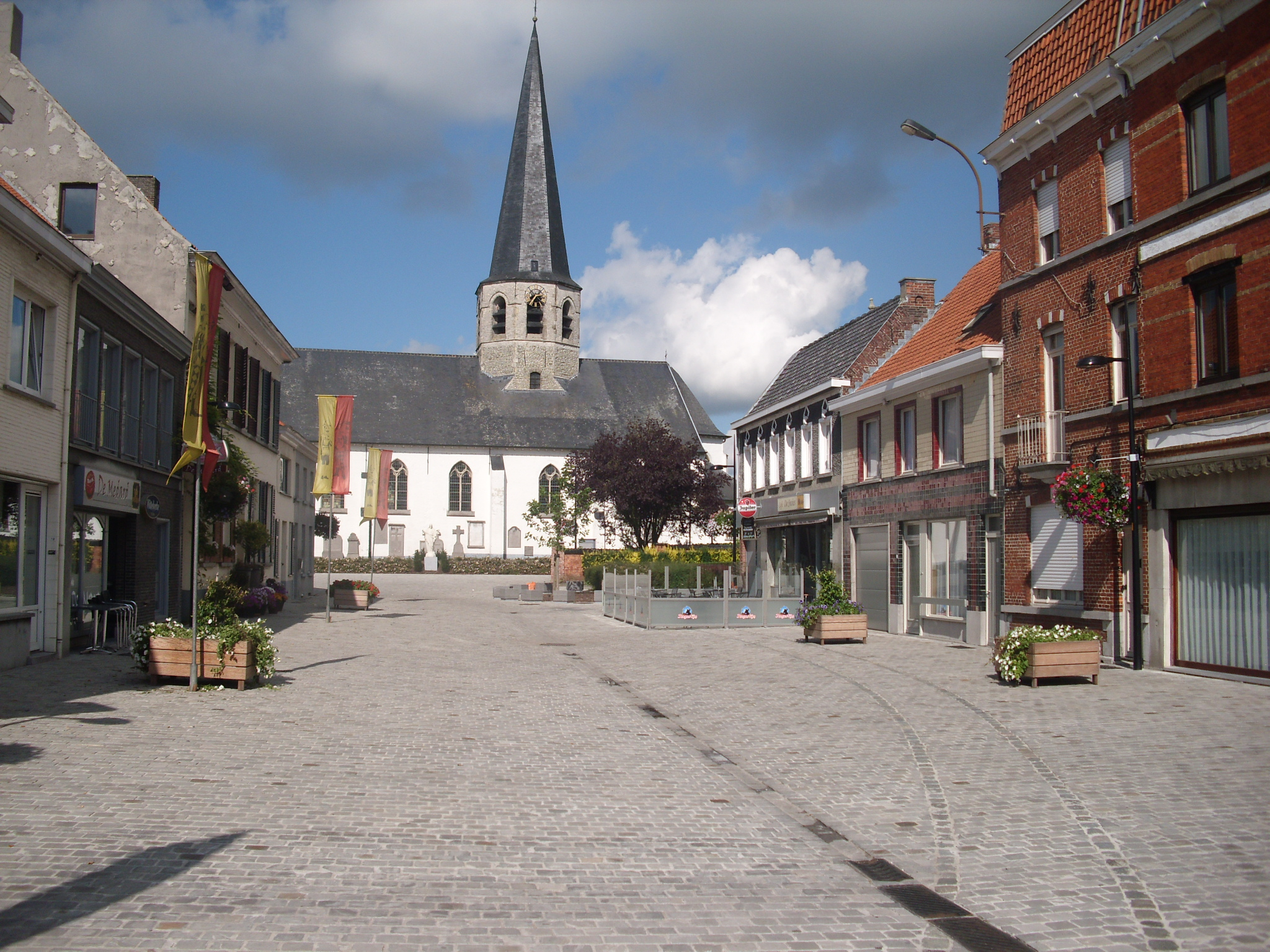
Centro del pueblo de Ursel
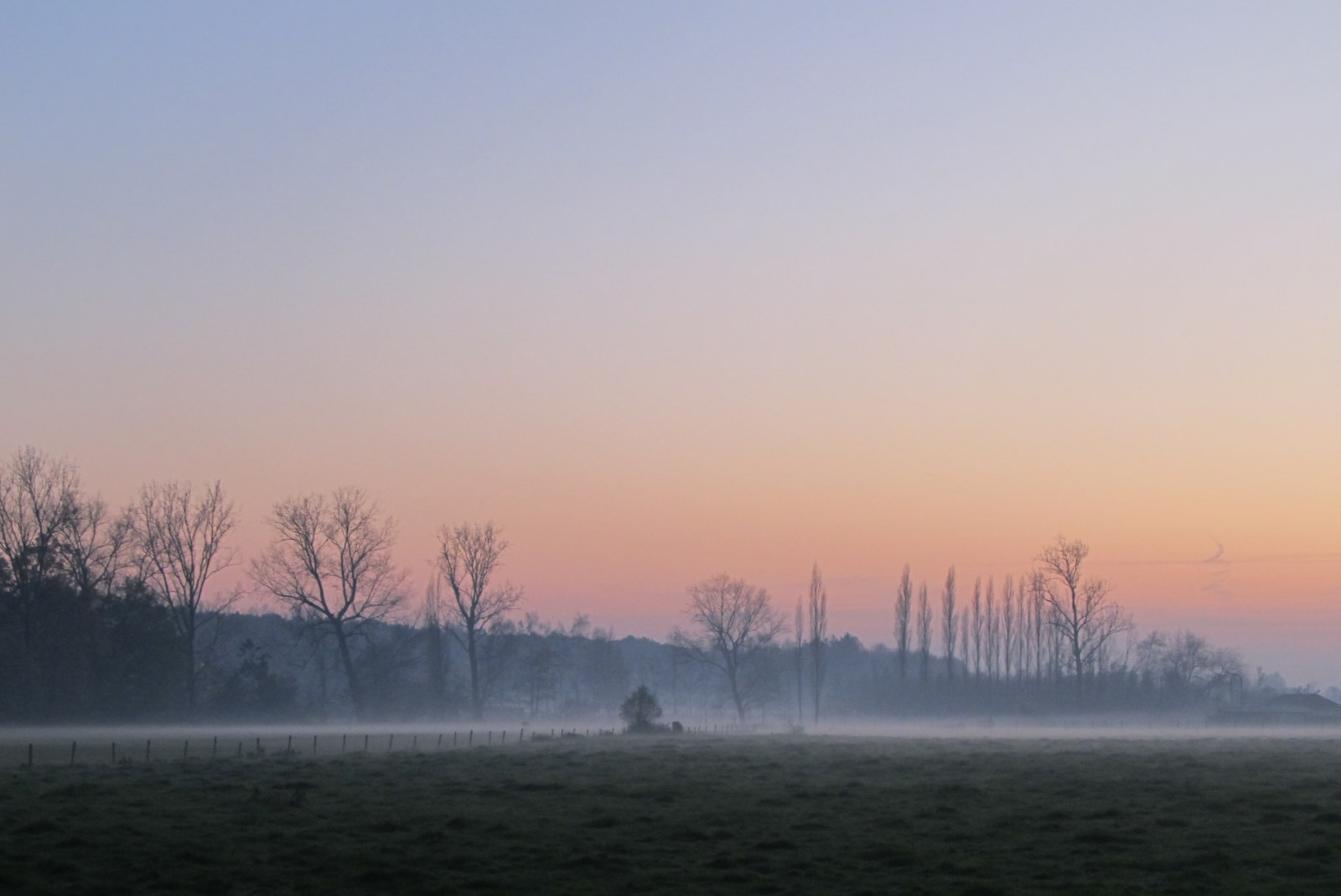
Amanecer en Drongengoedbos
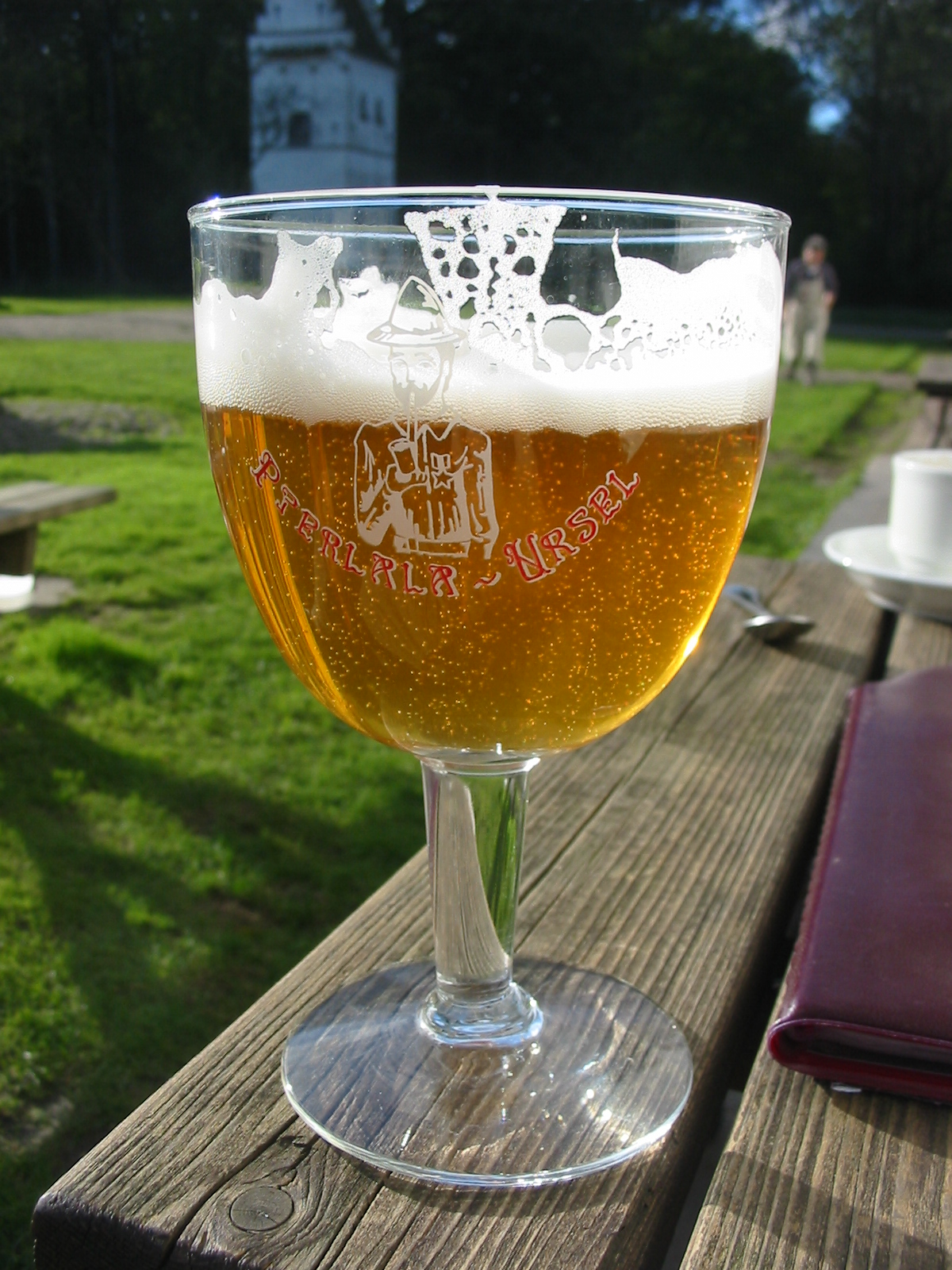
Cerveza Pierlala